# Aéroport de Sinop
L'aéroport de Sinop, aussi appelé aéroport Presidente João Figueiredo (code IATA : OPS • code OACI : SBSI) est l'aéroport de la ville de Sinop au Brésil. Il est nommé d'après João Baptista de Oliveira Figueiredo, le trentième Président du Brésil.

## Compagnies aériennes et destinations
| Compagnies              | Destinations        |
| ----------------------- | ------------------- |
| Azul Brazilian Airlines | Cuiabá              |
| Passaredo Linhas Aéreas | Brasília, Cuiabá    |
| LATAM Airlines          | São Paulo/Guarulhos |

## Accidents et incidents
- 26 août 1993: un Cessna 208 Caravan de la TAM Meridionais (enregistrement PT-OGN) a été détourné par des pirates de l'air et a brûlé après l'atterrissage à Sinop. Il n'y a pas eu de victimes[1].

## Accès
L'aéroport est situé à 13 km du centre-ville de Sinop.